# U Sluncové
U Sluncové je ulice v Praze 8 spojující ulici Za Invalidovnou s ulicí Pod Plynojemem. Ulice je vedena přibližně z jihozápadu na severovýchod, v poslední části se ztáčí zcela na sever. Pro automobily je oboustranně průjezdná. Měří asi 900 metrů. Má zvlněný charakter. Název odkazuje na vinici a později usedlost, která zde existovala.